# Chersotis capnistis
Chersotis capnistis är en fjärilsart som beskrevs av Lederer 1871. Chersotis capnistis ingår i släktet Chersotis och familjen nattflyn. Inga underarter finns listade i Catalogue of Life.